# Макута

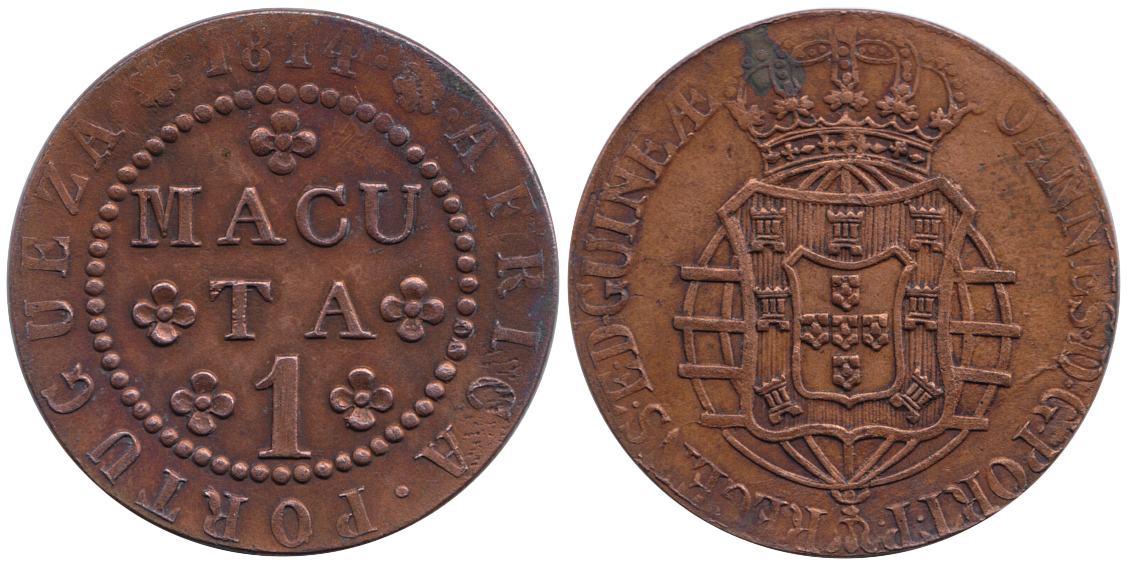
1 макута 1814, мідь, Жуан VI

Макута (порт. Macuta) - грошова одиниця португальської Анголи. Назва походить від бавовняної тканини, яка використовувалася як товаро-грошей.
«Макутою» у деяких джерелах називається також розмінна грошова одиниця Демократичної Республіки Конго та Республіки Заїр лікута.

## Ангольська макута
Карбування монет для Анголи в макутах розпочато в 1762, 1 макута = 50 ангольським реалам.
За короля Жозе I (1750-1777) і королеви Марії I (1777-1816) карбувалися: мідні ¼, ½, 1 макута, срібні 2, 4, 6, 8, 10, 12 макут.
У правління Жуана VI (1816-1826) карбувалися мідні ½, 1 і 2 макути.
У правління Марії II (1828, 1834-1853) карбувалися мідні ½ макути, а в 1837, шляхом надкарбування, був вдвічі підвищений номінал раніше випущених мідних монет в ¼, ½, 1 і 2 макути.
За короля Педру V (1853-1861) карбувалися мідні ½ і 1 макута.
Після введення в 1914 ангольського ескудо макута стала розмінною грошовою одиницею, що дорівнює 1⁄20 ескудо або 5 сентаво. Випускалися монети із зазначенням номіналу в сентаво і макутах: "5 сентаво - 1 макута" - в 1927 році, "10 сентаво - 2 макути" і "20 сентаво - 4 макути" - в 1927-1928.

## Лікута

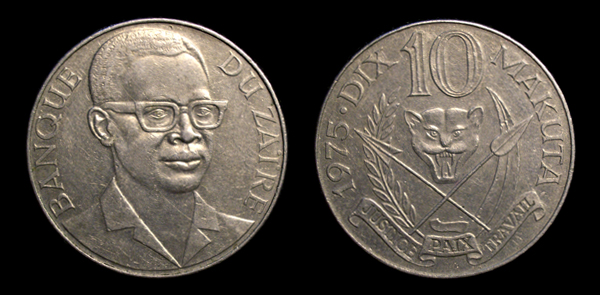
10 заїрських макут, 1975

У 1967 в Демократичній Республіці Конго замість конголезького франка була введена нова грошова одиниця - заїр. Розмінна грошова одиниця, рівна1⁄100 заїра, була названа «лікута», множина - «макута».
У зв'язку з знеціненням заїру в 1993 проведено деномінацію (3 000 000:1) і введено «новий заїр», рівний 100 «новим лікутам» (nouveau likuta, мн. nouveaux makuta).